# NHL 1943./44.
NHL-sezona 1943./44. je bila dvadesetsedma sezona NHL-a. 6 momčadi odigrali su 50 utakmica. Pobjednik Stanleyjeva kupa je bila momčad Montreal Canadiensa, koja je u finalnoj seriji pobijedila Boston Bruinse s 4:0.
28 igrača  New York Rangersa su bili u vojsci radi Drugog svjetskog rata. Na početku sezone Rangersi su imali na raspolaganju samo 6 igrača prethodne sezone. Novo formirana momčad je u prvih 15 utakmica samo uspjeli jednom odigrati neriješeno
NHL je ove sezone uveo opet nekoliko nova pravila. Od ove sezone postoji crvena crta u sredini terena.

## Regularna sezona

### Ljestvica
Kratice: P = Pobjede, Po. = Porazi, N = Neriješeno, G= Golovi, PG = Primljeni Golovi, B = Bodovi
|                     | P  | Po. | N | G   | PG  | B  |
| ------------------- | -- | --- | - | --- | --- | -- |
| Montreal Canadiens  | 38 | 5   | 7 | 234 | 109 | 83 |
| Detroit Red Wings   | 26 | 18  | 6 | 214 | 177 | 58 |
| Toronto Maple Leafs | 23 | 23  | 4 | 214 | 174 | 50 |
| Chicago Blackhawks  | 22 | 23  | 5 | 178 | 187 | 49 |
| Boston Bruins       | 19 | 26  | 5 | 223 | 268 | 43 |
| New York Rangers    | 6  | 39  | 5 | 162 | 310 | 17 |

### Najbolji strijelci
Kratice: Ut. = Utakmice, G = Golovi, A = Asistencije, B = Bodovi
| Igrač         | Momčad   | Ut. | G  | A  | B  |
| ------------- | -------- | --- | -- | -- | -- |
| Herb Cain     | Boston   | 48  | 36 | 46 | 82 |
| Doug Bentley  | Chicago  | 50  | 38 | 39 | 77 |
| Lorne Carr    | Toronto  | 50  | 36 | 38 | 74 |
| Carl Liscombe | Detroit  | 50  | 36 | 37 | 73 |
| Elmer Lach    | Montreal | 48  | 24 | 48 | 72 |
| Clint Smith   | Chicago  | 50  | 23 | 49 | 72 |
| Bill Cowley   | Boston   | 36  | 30 | 41 | 71 |
| Bill Mosienko | Chicago  | 50  | 32 | 38 | 70 |
| Art Jackson   | Boston   | 49  | 28 | 41 | 69 |
| Gus Bodnar    | Toronto  | 50  | 22 | 40 | 62 |

## Doigravanje za Stanleyjev kup
Sve utakmice odigrane su 1944. godine.
Prvi i treći kao i drugi i četvrti regularne sezone, u međusobnim susretima, odlučuju o sudioniku finala za Stanleyjev kup.

### Prvi krug
| Montreal Canadiens vs. Toronto Maple Leafs | Montreal Canadiens vs. Toronto Maple Leafs | Montreal Canadiens vs. Toronto Maple Leafs | Montreal Canadiens vs. Toronto Maple Leafs | Montreal Canadiens vs. Toronto Maple Leafs | Montreal Canadiens vs. Toronto Maple Leafs |
| Datum                                      | Gostujuća momčad                           | Gostujuća momčad                           | Domaćin                                    | Domaćin                                    |                                            |
| ------------------------------------------ | ------------------------------------------ | ------------------------------------------ | ------------------------------------------ | ------------------------------------------ | ------------------------------------------ |
| 21. ožujka                                 | Toronto                                    | 3                                          | 1                                          | Montreal                                   |                                            |
| 23. ožujka                                 | Toronto                                    | 1                                          | 5                                          | Montreal                                   |                                            |
| 25. ožujka                                 | Montreal                                   | 2                                          | 1                                          | Toronto                                    |                                            |
| 28. ožujka                                 | Montreal                                   | 4                                          | 1                                          | Toronto                                    |                                            |
| 30. ožujka                                 | Toronto                                    | 0                                          | 11                                         | Montreal                                   |                                            |
| Montreal pobjeđuje seriju s 4:1.           |                                            |                                            |                                            |                                            |                                            |

| Detroit Red Wings vs. Chicago Blackhawks | Detroit Red Wings vs. Chicago Blackhawks | Detroit Red Wings vs. Chicago Blackhawks | Detroit Red Wings vs. Chicago Blackhawks | Detroit Red Wings vs. Chicago Blackhawks | Detroit Red Wings vs. Chicago Blackhawks |
| Datum                                    | Gostujuća momčad                         | Gostujuća momčad                         | Domaćin                                  | Domaćin                                  |                                          |
| ---------------------------------------- | ---------------------------------------- | ---------------------------------------- | ---------------------------------------- | ---------------------------------------- | ---------------------------------------- |
| 21. ožujka                               | Chicago                                  | 2                                        | 1                                        | Detroit                                  |                                          |
| 23. ožujka                               | Chicago                                  | 1                                        | 4                                        | Detroit                                  |                                          |
| 25. ožujka                               | Detroit                                  | 0                                        | 2                                        | Chicago                                  |                                          |
| 27. ožujka                               | Detroit                                  | 1                                        | 7                                        | Chicago                                  |                                          |
| 30. ožujka                               | Chicago                                  | 5                                        | 2                                        | Detroit                                  |                                          |
| Chicago pobjeđuje seriju s 4:1.          |                                          |                                          |                                          |                                          |                                          |

### Finale Stanleyevog Cupa
| Montreal Canadiens vs. Chicago Blackhawks               | Montreal Canadiens vs. Chicago Blackhawks | Montreal Canadiens vs. Chicago Blackhawks | Montreal Canadiens vs. Chicago Blackhawks | Montreal Canadiens vs. Chicago Blackhawks | Montreal Canadiens vs. Chicago Blackhawks | Montreal Canadiens vs. Chicago Blackhawks |
| Datum                                                   | Gostujuća momčad                          | Gostujuća momčad                          | Domaćin                                   | Domaćin                                   | Bilješke                                  |                                           |
| ------------------------------------------------------- | ----------------------------------------- | ----------------------------------------- | ----------------------------------------- | ----------------------------------------- | ----------------------------------------- | ----------------------------------------- |
| 4. travnja                                              | Chicago                                   | 1                                         | 5                                         | Montreal                                  |                                           |                                           |
| 6. travnja                                              | Montreal                                  | 3                                         | 1                                         | Chicago                                   |                                           |                                           |
| 9. travnja                                              | Montreal                                  | 3                                         | 2                                         | Chicago                                   |                                           |                                           |
| 13. travnja                                             | Chicago                                   | 4                                         | 5                                         | Montreal                                  | OT°                                       |                                           |
| Montreal pobjeđuje seriju s 4:0 i osvaja Stanleyjev kup |                                           |                                           |                                           |                                           |                                           |                                           |

°OT = Produžeci

### Najbolji strijelac doigravanja
Kratice: Ut. = Utakmice, G = Golovi, A = Asistencije, B = Bodovi
| Igrač     | Momčad   | Ut. | G | A  | B  |
| --------- | -------- | --- | - | -- | -- |
| Toe Blake | Montreal | 9   | 7 | 11 | 18 |

## Nagrade NHL-a
| Calder Memorial Trophy:    | Gus Bodnar, Toronto Maple Leafs |
| Hart Memorial Trophy:      | Babe Pratt, Toronto Maple Leafs |
| Lady Byng Memorial Trophy: | Clint Smith, Chicago Blackhawks |
| Vezina Trophy:             | Bill Durnan, Montreal Canadiens |
| O'Brien Trophy:            | Chicago Black Hawks             |
| Prince of Wales Trophy     | Montreal Canadiens              |

### All Stars momčad
| Prva momčad                       | Pozicija        | Druga momčad                        |
| --------------------------------- | --------------- | ----------------------------------- |
| Bill Durnan, Montreal Canadiens   | vratar          | Paul Bibeault, Toronto Maple Leafs  |
| Earl Seibert, Chicago Black Hawks | obrambeni igrač | Butch Bouchard, Montreal Canadiens  |
| Babe Pratt, Toronto Maple Leafs   | obrambeni igrač | Dit Clapper, Boston Bruins          |
| Bill Cowley, Boston Bruins        | centar          | Elmer Lach, Montreal Canadiens      |
| Lorne Carr, Toronto Maple Leafs   | desni napadač   | Maurice Richard, Montreal Canadiens |
| Doug Bentley, Chicago Black Hawks | lijevi napadač  | Herb Cain, Boston Bruins            |
| Dick Irvin, Montreal Canadiens    | trener          | Hap Day, Toronto Maple Leafs        |

## Vanjske poveznice
- Sve ljestvice NHL-a  Arhivirana inačica izvorne stranice od 24. siječnja 2008. (Wayback Machine)